# Велике Поле (Нижньогородська область)
Велике Поле (рос. Большое Поле) — село в Воскресенському районі Нижньогородської області Російської Федерації.
Населення становить 220 осіб. Входить до складу муніципального утворення Воздвиженська сільрада.

## Історія
Від 2009 року входить до складу муніципального утворення Воздвиженська сільрада.

## Населення
| 1999 | 2002 | 2010 |
| ---- | ---- | ---- |
| 246  | ↘233 | ↘220 |